# Carol Kane
Pour les articles homonymes, voir Kane et Carol Kane (homonymie).
Carol Kane (née Carolyn Laurie Kane) est une actrice américaine née le 18 juin 1952 à Cleveland, Ohio (États-Unis).
Au cinéma, elle s'est fait connaître pour son rôle dans Hester Street (1975), pour lequel elle a été nommée à l'Oscar de la meilleure actrice en 1976. En 1993, elle joue la grand-mère dans Les Valeurs de la famille Addams, succédant ainsi à Judith Malina. Entre 2015 et 2020, elle interprète Lilian Kaushtupper dans la sitcom Unbreakable Kimmy Schmidt sur Netflix.

## Biographie

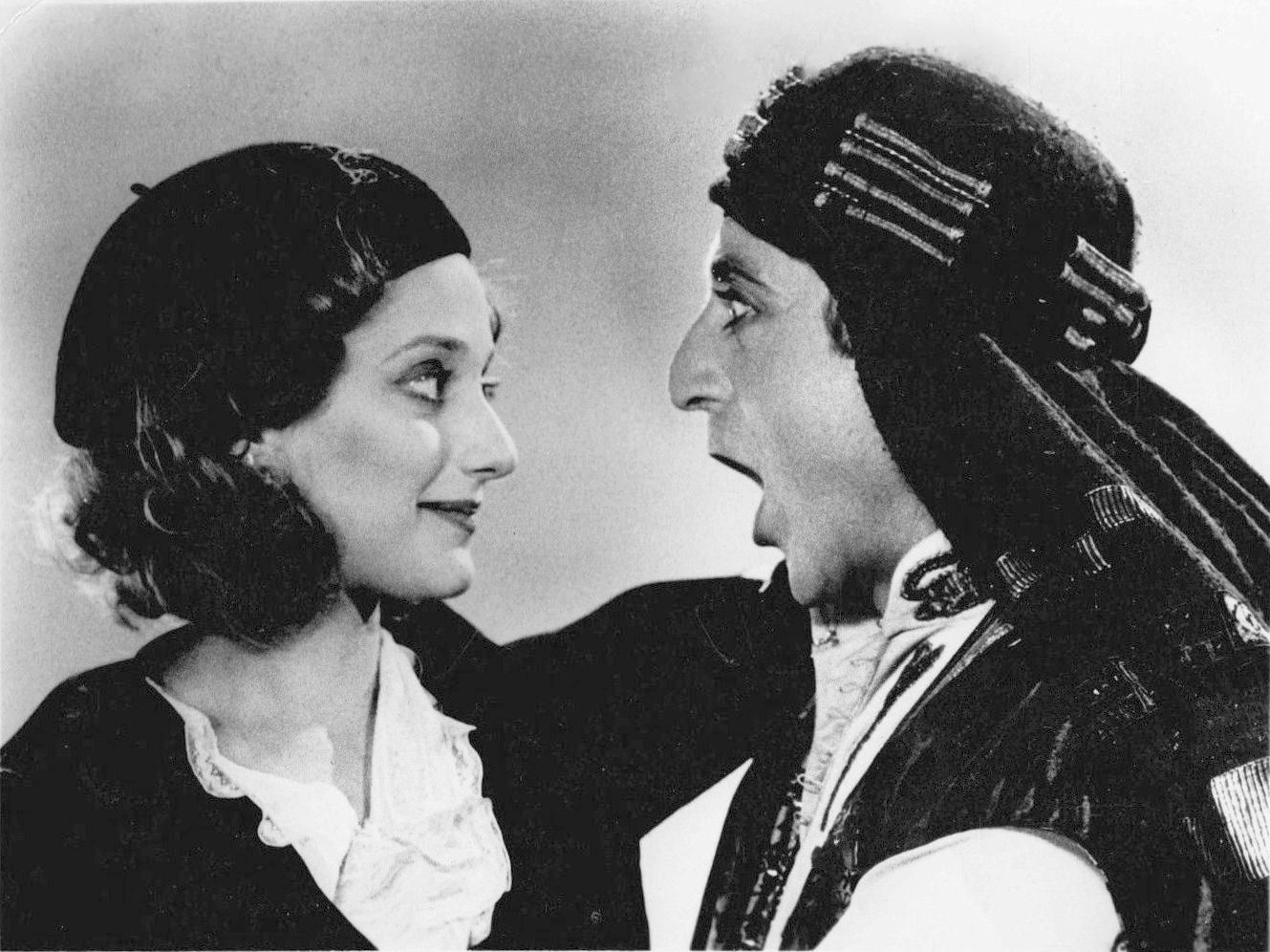
Carol Kane et Gene Wilder en 1977.

Carol Kane est née à Cleveland en Ohio. Elle est la fille de Joy, une chanteuse de jazz, professeur, danseuse et pianiste et de Michael Kane. Sa famille est juive et ses grands-parents ont émigré de Russie, d'Autriche et de Pologne. Ses parents ont divorcé quand elle avait 12 ans. Elle a fréquenté l'école Cherry Lawn, un pensionnat à Darien dans le Connecticut, jusqu'en 1965. Elle a étudié le théâtre à HB Studio et est également allée à la Professional Children's School, à New York, et a fait ses débuts dans lethéâtre professionnel dans une production de 1966 Les Belles Années de miss Brodie, mettant en vedette Tammy Grimes.

## Filmographie

### Films

#### Années 1970
- 1971 : Desperate Characters de Frank D. Gilroy : la jeune fille
- 1971 : Ce plaisir qu'on dit charnel (Carnal Knowledge) de Mike Nichols : Jennifer
- 1972 : Wedding in White (en) de William Fruet : Jeannie Dougall
- 1973 : La Dernière Corvée (The Last Detail) de Hal Ashby : la jeune prostituée
- 1975 : Hester Street de Joan Micklin Silver : Gitl
- 1975 : Un après-midi de chien (Dog Day Afternoon) de Sidney Lumet : Jenny
- 1976 : Deux Farfelus à New York (Harry and Walter Go to New York) de Mark Rydell : Florence
- 1977 : Annie Hall de Woody Allen : Allison
- 1977 : Valentino de Ken Russell : Starlette
- 1977 : Drôle de séducteur de Gene Wilder : Annie Hickman
- 1978 : Mafu Cage (The Mafu Cage) de Karen Arthur : Cissy
- 1979 : Les Muppets, ça c'est du cinéma ! (The Muppet Movie) de James Frawley : Myth
- 1979 : Terreur sur la ligne (When a Stranger Calls) de Fred Walton : Jill Johnson
- 1979 : La Sabina de José Luis Borau : Daisy

#### Années 1980
- 1981 : Les Jeux de la comtesse Dolingen de Gratz (The Games of Countess Dolingen) de Catherine Binet : Louise Haines-Pearson
- 1981 : Strong Medicine de Richard Foreman : rôle inconnu
- 1982 : Pandemonium de Alfred Sole : Candy
- 1982 : Norman Loves Rose (en) de Henri Safran : Rose
- 1983 : Can She Bake a Cherry Pie? (en) de Henry Jaglom : cliente au café
- 1984 : Over the Brooklyn Bridge de Menahem Golan : Cheryl
- 1984 : Les Moissons du printemps (Racing with the Moon) de Richard Benjamin : Annie la pute
- 1984 : The Secret Diary of Sigmund Freud (en) de Danford B. Greene (en) : Martha Bernays
- 1985 : Transylvania 6-5000 de Rudy De Luca : Lupi
- 1986 : Jumpin' Jack Flash de Penny Marshall : Cynthia
- 1987 : Ishtar de Elaine May : Carol
- 1987 : Princess Bride de Rob Reiner : Valerie
- 1988 : Sticky Fingers (en) de Catlin Adams : Kitty
- 1988 : Plein Pot (License to Drive) de Greg Beeman : Mme Anderson
- 1988 : Fantômes en fête (Scrooged) de Richard Donner : le fantôme du Noël présent
- 1989 : The Lemon Sisters de Joyce Chopra : Franki D'Angelo

#### Années 1990
- 1990 : Flashback de Franco Amurri : Maggie
- 1990 : Joe contre le volcan (Joe Versus the Volcano) de John Patrick Shanley : la coiffeuse
- 1990: Un pourri au paradis (My Blue Heaven) de Herbert Ross : Shaldeen
- 1991 : Ted and Venus de Bud Cort : Colette
- 1992 : In the Soup de Alexandre Rockwell : Barbara
- 1992 : Un bébé à bord (Baby on Board) de Brian Herzlinger (en) : Maria
- 1993 : Even Cowgirls Get the Blues de Gus Van Sant : Carla
- 1993 : Les Valeurs de la famille Addams (Addams Family Values) de Barry Sonnenfeld : Grand-mère
- 1994 : Adorables petites canailles (The Crazysitter) de Michael McDonald : Treva Van Arsdale
- 1995 : Napoléon en Australie (Napoleon) de Mario Andreacchio : l'araignée (voix)
- 1995 : Theodore Rex de Jonathan R. Betuel : Molly Rex (voix)
- 1996 : Le souffre-douleur (Big Bully) de Steve Miner : Faith
- 1996 : L'Équipe du collège (en) (Sunset Park) de Steve Gomer (en) : Mona
- 1996 : Le porteur de cercueil (The Pallbearer) de Matt Reeves : la mère de Tom
- 1996 : Happy Hour (Trees Lounge) de Steve Buscemi : Connie
- 1996 : American Strays (en) de Michael Covert : Helen
- 1997 : Pêche Party (Gone Fishin') de Christopher Cain : Donna Waters
- 1997 : Office Killer (en) de Cindy Sherman : Dorine Douglas
- 1999 : Jawbreaker de Darren Stein (en) : Mme Sherwood
- 1999 : The Tic Code de Gary Winick : Miss Gimpole
- 1999 : Man on the Moon de Miloš Forman : elle-même

#### Années 2000
- 2001 : My First Mister (en) de Christine Lahti : Mme Benson
- 2001 : Tomorrow by Midnight de Rolfe Kanefsky : l'officier Garfield
- 2002 : Love in the Time of Money (en) de Peter Mattei : Joey
- 2004 : Le Journal intime d'une future star (Confessions of a Teenage Drama Queen) de Sara Sugarman : Miss Baggoli
- 2005 : Baby-Sittor de Adam Shankman : Helga
- 2005 : The Civilization of Maxwell Bright (en) de David Beaird : Temple
- 2008 : Tout... sauf en famille (Four Christmases) de Seth Gordon : Tante Sarah

#### Années 2010
- 2010 : Le Chasseur de primes (The Bounty Hunter) de Andy Tennant : Dawn
- 2010 : Les Hommes de mes rêves (My Girlfriend's Boyfriend) de Daryn Tufts : Barbara
- 2010 : Pete Smalls Is Dead (en) de Alexandre Rockwell : Landlady
- 2011 : The Key Man de Peter Himmelstein : Marsha
- 2012 : Sleepwalk with Me de Mike Birbiglia : Linda
- 2012 : Sex Therapy (Thanks for Sharing) de Stuart Blumberg : Roberta
- 2013 : Clutter de Diane Crespo (en) : Linda Bradford
- 2014 : Emoticon ;) (film) de Livia De Paolis : Hannah Song
- 2015 : Ava's Possessions (en) de Jordan Galland : Talia
- 2015 : Addiction: A 60's Love Story de Tate Steinsiek (en) : Cecilia
- 2018 : Les Frères Sisters (The Sisters Brothers) de Jacques Audiard : Mrs. Sisters
- 2019 : The Dead Don't Die de Jim Jarmusch : un zombie

#### Années 2020
- 2024 : Carla et moi (Between the Temples) de Nathan Silver : Carla Kessler
- 2025 : Pris au piège - Caught Stealing (Caught Stealing) de Darren Aronofsky

### Films d'animation
- 2005 : The Happy Elf de John Rice : Gilda
- 2009 : Kung Fu Panda : Les Secrets des cinq cyclones (Kung Fu Panda: Secrets of the Furious Five) de Raman Hui : le mouton (court-métrage)

### Télévision

#### Téléfilms
- 1980 : The Greatest Man in the World de Ralph Rosenblum : April
- 1983 : An Invasion of Privacy de Mel Damski : Ilene Cohen
- 1984 : Burning Rage de Gilbert Cates : Mary Harwood
- 1987 : Paul Reiser Out on a Whim de Carl Gottlieb : la voyante
- 1988 : Drop-Out Mother de Charles S. Dubin : Maxine
- 1989 : Goodbye, Supermom de Charles S. Dubin : Maureen
- 1993 : When a Stranger Calls Back (en) de Fred Walton : Jill Johnson
- 1995 : Un vendredi de folie (Freaky Friday) de Melanie Mayron : Leanne Futterman
- 1995 : Papa, l'ange et moi (Dad, the Angel & Me) de Rick Wallace (en) : l'Ange
- 1997 : Merry Christmas, George Bailey de Matthew Diamond (en) : Cousine Tilly / Mme Hatch
- 2001 : Amours sous thérapie (The Shrink Is In) de Richard Benjamin : Dr Louise Rosenberg
- 2003 : Le Destin d'Audrey (Audrey's Rain) de Sam Pillsbury : Missy Flanders
- 2003 : Cosmopolitan (en) de Nisha Ganatra : Mme Shaw
- 2006 : The Year Without a Santa Claus (en) de Ron Underwood : Mère Nature
- 2020 : Unbreakable Kimmy Schmidt : Kimmy contre le révérend de Claire Scanlon : Lilian Kaushtupper

#### Séries télévisées
- 1974 : The American Parade : Susannah White (mini-série - saison 1, épisode 1)
- 1980-1983 : Taxi : Simka Dahblitz-Gravas (rôle récurrent, 25 épisodes[2])
- 1982 : Laverne & Shirley : Olga (saison 8, épisode 8)
- 1983 : American Playhouse (en) : Lavinia (saison 2, épisode 4)
- 1983 : Faerie Tale Theatre : la gentille fée (saison 2, épisode 3)
- 1984 : Cheers : Amanda (saison 3, épisode 12)
- 1985 : Histoires de l'autre monde : Anne MacColl (saison 1, épisode 14)
- 1986 : Tall Tales & Legends (en) : Barbara (saison 1, épisode 3)
- 1986 : All Is Forgiven (en) : Nicolette Bingham (rôle principal, 9 épisodes[3])
- 1990 : Les Contes de la crypte : Judy (saison 2, épisode 11)
- 1990 : Les Tiny Toons : Ollie (animation, voix originale - saison 1, épisode 2)
- 1990-1991 : American Dreamer (en) : Lillian Abernathy (rôle principal, 17 épisodes[4])
- 1991-1992 : Brooklyn Bridge (en) : Tante Sylvia (5 épisodes[5])
- 1992 : Ray Bradbury présente (en) : Polly (saison 6, épisode 3)
- 1992 : The Plucky Duck Show (en) : Ollie (animation, voix originale - saison 1, épisode 6)
- 1993 : TriBeCa (en) : Amanda (saison 1, épisode 7)
- 1994 : Seinfeld : Corinne (saison 5, épisode 14)
- 1994 : Aladdin : Brawnhilda (animation, voix originale - 2 épisodes[6])
- 1994 : La Maison en folie : Shelby (saison 7, épisode 7)
- 1995 : A.J.'s Time Travelers (en) : Emily Roebling (saison 1, épisode 24)
- 1995 : Chicago Hope : La Vie à tout prix : Marguerite Birch (saison 2, épisode 9)
- 1996 : Ellen : Lily Penney (saison 3, épisode 20)
- 1996-1997 : Pearl (en) : Annie Caraldo (rôle principal, 22 épisodes[7])
- 1997 : Hé Arnold ! : Emily Dickinson Trophy (animation, voix originale - saison 2, épisode 9)
- 1997 : The Tony Danza Show (en) : Simka Gravaas (saison 1, épisode 4)
- 1997 : Homicide : Gwen Munch (saison 6, épisode 8)
- 1998 : Adventures from the Book of Virtues : le scarabée (animation, voix originale - saison 2, épisode 7)
- 1999 : L'Arche de Noé : Sarah (mini-série - 2 épisodes[8])
- 1999-2000 : TV Business : Lydia Luddin (9 épisodes[9])
- 2000-2001 : Ginger : Maude (animation, voix originale - saison 1, épisode 2 / saison 2, épisode 1)
- 2001 : Les Griffin : Carol (animation, voix originale - saison 3, épisode 11)
- 2002 : The Grubbs : Sophie Grubb (saison 1, épisode 1)
- 2002 : Lydia DeLucca : Gloria (saison 2, épisode 16)
- 2004 : La Star de la famille : Cornelia Rackett (saison 2, épisode 5)
- 2005 : Billy et Mandy, aventuriers de l'au-delà : la Mère Noël (animation, voix originale - saison 5, épisode 7)
- 2009 : Mon oncle Charlie : Shelly (saison 6, épisodes 12 et 14)
- 2009 : Monk : Joy (saison 8, épisode 13)
- 2009 : New York, unité spéciale : Gwen Munch (saison 10, épisode 22)
- 2010 : Ugly Betty : Lena Korvinka (saison 4, épisode 16)
- 2011-2014 : Phinéas et Ferb : Nana Shapiro (animation, voix originale - 2 épisodes[10])
- 2011 : Dora l'exploratrice : la grand-mère Troll (animation, voix originale - saison 6, épisode 5)
- 2012-2013 : Jake et les Pirates du Pays imaginaire : la sorcière de la mer (saison 2, épisodes 13 et 32)
- 2013 : New York, unité spéciale : Gwen Munch (saison 15, épisode 5)
- 2013 : Girls : Cloris (saison 2, épisode 8)
- 2013 : Anger Management : Carol (saison 2, épisode 24)
- 2014-2016 : Gotham : Gertrude Kapelput (rôle récurrent, 10 épisodes[11])
- 2015-2019 : Unbreakable Kimmy Schmidt : Lillian Kaushtupper
- 2016 : Crowded : Linda (saison 1, épisode 8)
- 2020 - 2023: Hunters : Mindy
- 2023 : Star Trek : Strange New Worlds (saison 2)

## Voix françaises
| - Véronique Augereau dans : - Unbreakable Kimmy Schmidt (série télévisée) - Animals (voix) - Unbreakable Kimmy Schmidt : Kimmy contre le révérend (téléfilm) - Virginie Ledieu dans : - Transylvania 6-5000 - Jumpin' Jack Flash - Dorothée Jemma dans : - Terreur sur la ligne 2 - Le Destin d'Audrey (téléfilm) - Martine Irzenski dans : - Pêche Party - L'Arche de Noé (mini-série) | Et aussi - Sylviane Margollé (*1950 - 2005) dans Annie Hall - Jeanine Forney (*1939 - 2013) dans Drôle de séducteur - Jackie Berger dans Terreur sur la ligne - Françoise Dasque dans Ishtar - Perrette Pradier (*1938 - 2013) dans Princess Bride - Marie Vincent dans Plein Pot - Sophie Arthuys dans Even Cowgirls Get the Blues - Katy Vail dans Les Valeurs de la famille Addams - Céline Monsarrat dans Ellen (série télévisée) - Annie Le Youdec dans Jawbreaker - Carine Seront (Belgique) dans Le Journal intime d'une future star - Régine Teyssot dans Baby-Sittor - Béatrice Michel dans Tout... sauf en famille - Marie-Martine dans Monk (série télévisée) - Florence Dumortier (*1957 - 2012) dans Les Hommes de mes rêves - Caroline Jacquin dans Girls (série télévisée) - Martine Meirhaeghe (*1949 - 2016) dans Gotham (série télévisée) - Laurence Charpentier dans Ava's Possessions - Anne Canovas dans Hunters (série télévisée) - Michèle Buzynski dans Star Trek: Strange New Worlds (série télévisée) - Dominique Frot dans Migration (voix) |